# Bactrocera expandens
Bactrocera expandens är en tvåvingeart som först beskrevs av Walker 1859.  Bactrocera expandens ingår i släktet Bactrocera och familjen borrflugor. Inga underarter finns listade.